# WortArt (Label)
WortArt ist ein kleines Kölner Plattenlabel, das sich auf die Veröffentlichung von Kabarett, Comedy, Hörbuch und Hörspiel auf CD spezialisiert hat. Geschäftsführer ist Alexander Stelkens. WortArt wurde im Jahr 1994 vom Kölner Musikverlag "Made in Cologne" gegründet.
Einige der ersten Kabarettisten, die bei WortArt verlegt wurden, waren Horst Schroth, Dieter Nuhr und Günther Schramm, inzwischen listet der lieferbare Katalog Dutzende von Künstlern auf, etwa Marc-Uwe Kling, Urban Priol, Richard Rogler, Nikita Miller, Rolf Miller, Hagen Rether, Dagmar Schönleber, Friedemann Weise oder auch Die Ferienbande.
Als Besonderheit unterhält man in Köln ein Ladengeschäft, in dem die Tonträger, DVDs und auch Bücher verkauft werden.
Seit Oktober 2009 ist der Buchverlag "WortArtisten" aktiv, die ersten Bücher wurden von den Kabarettisten Wilfried Schmickler, Lisa Fitz und Serdar Somuncu verfasst.